# Université Dongguk
Ne doit pas être confondu avec Université de Dongguk (métro de Séoul).
L'université Dongguk (hangul : 동국대학교; hanja : 东国大学校) a été fondée le 8 mai 1906. Elle est située dans Jung-gu, à Séoul. Elle exploite des campus à Séoul, Gyeongju City, Gyeongsang du Nord et Los Angeles.

## Historique
L'université a été fondée en 1906 et est l'une des rares universités affiliées au bouddhisme dans le monde.
Elle a commencé sous le nom de Myeongjin School (명진 학교) le 8 mai 1906. Elle a été fermée par le gouvernement japonais de 1922 à 1928. Après Samil Undong, elle connaîtra des événements turbulents autour de la fin de la Seconde Guerre mondiale.
Elle a été l'une des premières institutions de la République de Corée à obtenir le statut d'université en 1953. La même année, pendant la guerre de Corée, les cours ont eu lieu à Busan mais ont ensuite été déplacés à Séoul, à l'emplacement d'origine;  de retour à Séoul à nouveau en 1953.

## Symboles
Éléphant
L'un des symboles de animaux de l'université, l'éléphant est considéré comme un animal sacré symbolisant la sagesse et de la fortune. Il décrit les caractéristiques modernes, progressistes et actives et exprime des étudiants universitaires de la nouvelle génération qui sont sages, courageux, lumineux et conviviaux.
Lotus
La fleur de lotus qui est l'emblème de la vérité bouddhiste.

## Étudiants célèbres
Art & Littérature
- Yoo Ha (réalisateur)
- Seok Cheoljoo (peintre)
- Jo Jung-Rae (romancier)
- Hwang Sok-yong (romancier)
- Seo Jeong-ju (poète)
- Cho Chi-hun (poète)
- Han Yong-un (poète)
- Lee Hyeonggi (poète)
- Park Je-chun (poète)

Divertissement
- Yoo Joon-sang (acteur)
- Lee Hyun-woo (acteur)
- Lee Jang-woo (acteur)
- Jun Ji-hyun (actrice)
- Park Min-young (actrice)
- Han Hyo-joo (actrice)
- Kang Sora (actrice)
- Kim So-yeon (actrice)
- Ko Hyun Jung (actrice)
- Shin Min Ah (actrice)
- JOO (chanteur)
- Lee Seung Gi (chanteur et acteur)
- Seo In-Young (chanteuse et actrice, ancien membre du groupe, Jewelry)
- Yeo Hoonmin (chanteur, membre du groupe, U-KISS)
- Eric Mun (chanteur, membre du groupe, Shinhwa)
- Park Jung Min et Kim Hyung Jun, (chanteurs et acteurs, membres du groupe, SS501)
- Min Park Ha (chanteuse, membre du groupe, Nine Muses)
- Yeo Hoonmin (chanteur, membre du groupe, U-KISS)
- Heo Ga-yoon (chanteuse, membre du groupe, 4Minute)
- Lee Sun-mi et Min Sunye (chanteuses, membres du groupe, Wonder Girls)
- Im Yoona et Seohyun (chanteuses, membres du groupe, Girls' Generation)
- Ham Eun Jung - (chanteuse et actrice, membre du groupe, T-ara)
- Kang Young-hyun - (chanteur et membre du groupe, Day6)

Sport
- Lee Joon-Ho (patineur de vitesse sur courte piste)
- Park Han-Yi (lanceur de baseball)
- Song Jin-Woo (batteur de baseball)
- Han Dae-Hwa (batteur de baseball)
- Lee Ki-je (joueur de football)
- Kim Jin-Hyeon (joueur de football)
- Bang Seung-Hwan (joueur de football)
- An Hyo-Yeon (joueur de football)
- Cho Hyun (joueur de football)